# Süden
| Nordwest | Norden  | Nordost |
| Westen   | Kompass | Osten   |
| Südwest  | Süden   | Südost  |

Süden oder Süd ist eine der vier Haupthimmelsrichtungen und zeigt überall auf der Erde zum Südpol, ausgenommen dort. Die Richtungsangabe wird zur Navigation wie zur Orientierung gebraucht und bei der Angabe beispielsweise geographischer Koordinaten verwendet. Auch auf anderen Planeten des Sonnensystems oder dem Mond gibt es eine zum dortigen Südpol zeigende Himmelsrichtung Süden.

## Wortherkunft
Den Wörtern Süden und Süd liegt das gleiche germanische Richtungsadverb sunþa- ‚nach Süden‘ zugrunde; das «ü» findet sich erst seit dem 12. Jahrhundert unter niederländischem Einfluss. Neben der Form angelsächsisch sûþan mit sekundärem (für nordseegermanische Sprachen kennzeichnendem) Verlust des Nasals findet sich althochdeutsch sundan, altnordisch sunnan; daher wird ein auch etymologischer Zusammenhang mit Sonne – ags. sunne; ahd. sunna, sunno; mhd. sunne – vermutet. Ähnlich findet sich – aus urgerm. *sunþra-, vgl. ahd. sundar – mittelniederdeutsch süder als Adjektiv/Adverb ‚südlich‘, niederländisch zuider, aus dem sich Süder ‚Südwind‘ ableitet.
Hinsichtlich eines Südwindes ist die Wendung „Es weht ein Süd“ (von Süd her) gebräuchlich. Süd ist eine eher seltene Windrichtung in großen Teilen von Westeuropa und Mitteleuropa.

## Andere Bezeichnungen, Symbole und Mythen
Im Deutschen sind Süd und Süden synonyme Bezeichnungen für die gleiche Himmelsrichtung, wobei sie nur im Singular verwendet werden und meist ohne Artikel, insbesondere in der Meteorologie und der Seemannssprache. Die beiden Wörter oder der Ausdruck südliche Richtung werden nicht allein als Bezeichnungen für eine abstrakte Himmelsrichtung verwendet, sondern auch mit der Bedeutung eines topographisch gegebenen Bezuges in Richtung des Südpunktes oder des mittäglichen Sonnenstands beziehungsweise des täglichen Sonnenhöchststandes. Mit diesem Bezug auf die obere Kulmination im Tagbogen der Sonne hieß Süden auch lateinisch meridies ‚Mitte des Tages‘ (siehe Meridian (Astronomie), Meridian (Geographie) und meridionale Zone).
Mit konkretem Bezug bedeutet Süden, dann meist mit Artikel gebraucht, etwas südlich liegendes, beispielsweise im Süden gelegene Anteile, Teile, Hälften, Gegenden. So können mit „der Süden“ auch bestimmte Stadtviertel, Landschaften oder Landesteile, Länder und Leute, Völker oder Nationen gemeint sein.
Süden als Himmelsrichtung kann auf verschiedene Weise durch Symbole dargestellt werden, nicht nur durch einen aus der Abkürzung hergeleiteten Buchstaben. In China steht der Erdzweig des Pferdes (午 wǔ) und das Trigramm Feuer (離 lí) symbolisch für die Himmelsrichtung Süden. In mythischen Gefilden können Rollen, Charaktere oder Figuren den Süden symbolisieren. So ist Mesembria die römische Hore des Mittags. In der nordischen Mythologie sind vier Zwerge bekannt, Norðri, Suðri, Austri und Vestri, die den Schädel Ymirs tragen, aus welchem die Asen das Himmelsgewölbe errichteten; Suðri ist der Zwerg des Südens (an. suðr 'südwärts, südlich').

## Definition des Begriffs
Der abstrakte Begriff von Süd oder Süden entspricht einer Himmelsrichtung, für die das Buchstabensymbol S stehen kann. Es ist dies jene Richtung, die Nord entgegengesetzt ist und durch eine Winkelhalbierende zwischen Ost (90 Grad) und West (270 Grad) gewiesen wird. Darstellungen der Himmelsrichtung bedienen sich oft der Windrose, mit der zunächst Winde nach ihrer Richtung dargestellt wurden. In astronomisch-nautischen Zusammenhängen stellt der entsprechende Strich einer Kompassrose die Richtung Süd dar.

## Bestimmung der Richtung
Zum astronomischen Mittag, um 12 Uhr wahre Ortszeit (WOZ), passiert die Sonnenmitte den Meridian eines Standorts. Dies passiert bei allen Standorten gleicher (geographischen) Länge zur gleichen Zeit. Für Orte auf der Nordhalbkugel mit einer (geographischen) Breite oberhalb der des Wendekreises steht die Sonne zum Zeitpunkt des (oberen) Meridiandurchgangs immer im Süden. Der Meridian schneidet den Horizont im Südpunkt, über dem die Sonne mittags steht. Sie erreicht dabei mit der Mittagshöhe auch nahezu exakt den Hochstand im Tagesbogen, die obere Kulmination auf ihrer scheinbaren Bahn am Himmel.
Eine Bestimmung der Richtung Süd ist daher auf der Nordhalbkugel in mittleren und höheren Breiten bei Sonnensicht ziemlich einfach nach dem täglichen Sonnenhochstand möglich: den größten Höhenwinkel an einem Tag erreicht die Sonne zu Mittag im Mittel über dem Südpunkt. Eine grobe Richtungsbestimmung zu anderer Tageszeit wird auch mittels einer Normalzeit (MOZ) anzeigenden Analoguhr möglich, indem diese nach ihrem Stundenzeiger auf die Sonne ausgerichtet wird: dann weist die den Winkel zwischen Stundenzeiger und 12-Strich halbierende Linie ungefähr zum Südpol.
Die Nadeln eine Magnetkompasses sind mit ihren Spitzen in Mitteleuropa fast immer nach Norden bzw. Süden gerichtet. Eine Spitze der Magnetnadel zeigt zum magnetischen Südpol, dem sogenannten geomagnetischen Nordpol, der allerdings örtlich nicht genau mit dem geographischen Nordpol übereinstimmt, sodass eine ortsabhängige Missweisung auftritt. Deren Richtung und Betrag im Winkel zwischen geografisch-Nord und magnetisch-Süd wird als Deklination bezeichnet. Zur genauen Bestimmung der Deklination und damit zur Berechnung der Differenz sind entsprechende Angaben auf topographischen Karten vermerkt, oder man zieht Spezialkarten zum Magnetfeld (Isoklinen-Karten) hinzu.
In der heute verbreiteten Methode der Kartografie nach Mercator wird am unteren Blattrand der Karten „Süden“ dargestellt.